# خیابان باند

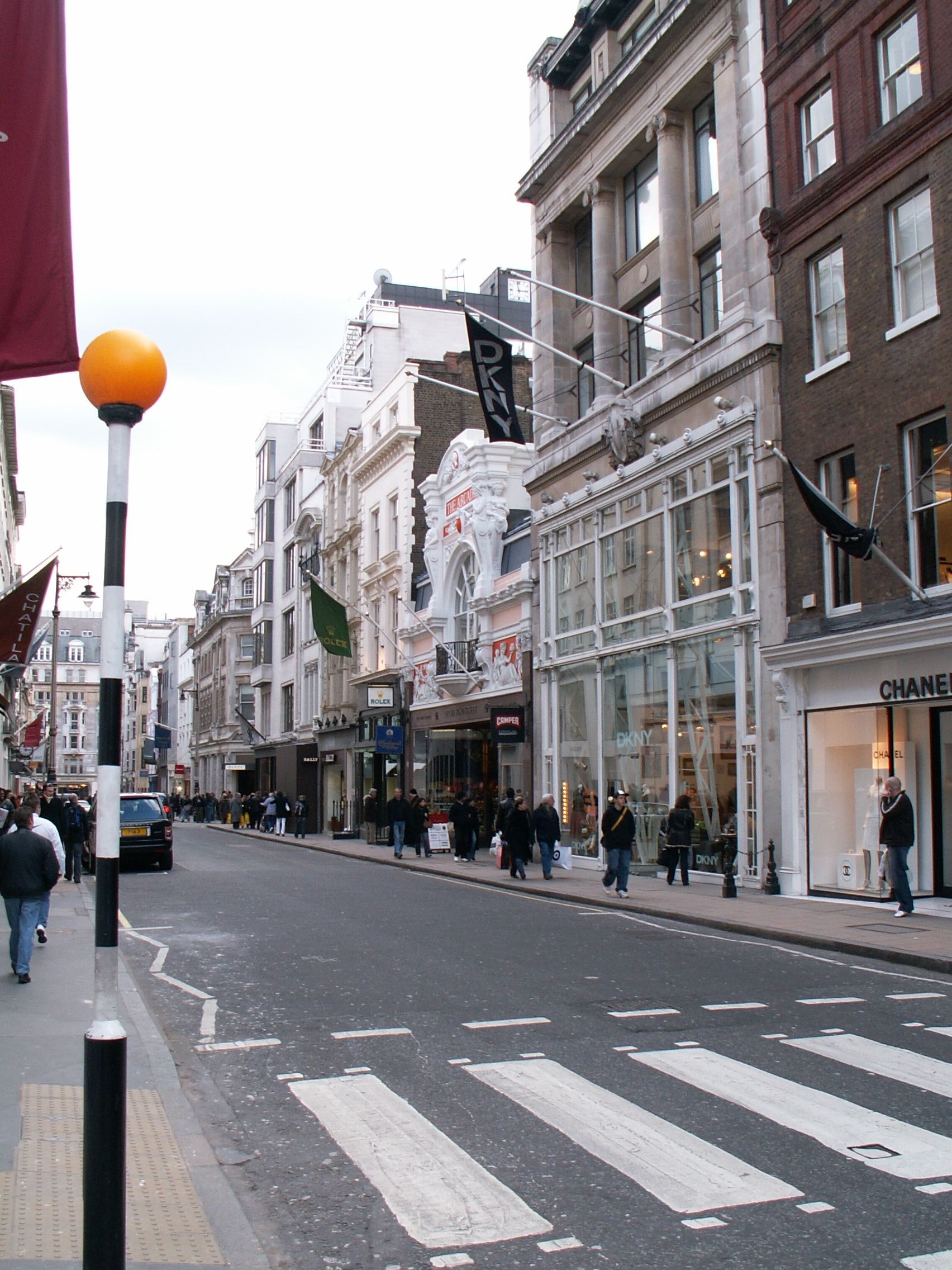

خیابان باند (به انگلیسی: Bond Street) در منطقهٔ اعیانی وست اند در غرب لندن، پایتخت انگلستان قرار دارد. این خیابان یکی از مراکز مهم خرید به‌شمار می‌رود که برای فروشگاه‌های مد، گالری‌های هنری، جواهرفروشی‌ها و دیگر فروشگاه‌های گرانقیمتش شهره است. 
بنای این خیابان در قرن هفدهم و توسط سر تامس باند گذاشته شده و به افتخار او «باند» نامگذاری شده‌است.